# .38 ACP
Ne doit pas être confondu avec .380 ACP.
Le .38 ACP (Automatic Colt Pistol (en)), également connu sous le nom de .38 Auto, .38 Automatic, ou 9 × 23 mm SR, est une cartouche de pistolet semi-rigide (en) qui a été introduite au début du XXe siècle pour le Colt M1900 (en) conçu par John Browning. Elle est utilisée pour la première fois dans le prototype du modèle 1897 de Colt, qu'il n'a pas produit. La désignation métrique de la cartouche est 9 × 23 mm SR (semi-rigide), à ne pas confondre avec d'autres cartouches de 9 × 23 mm (en).

## Histoire
Les premiers chargements de cette cartouche étaient assez puissants. La balistique rapportée pour les premiers chargements commerciaux était une balle de 130 grains à 380 m/s, et certaines charges expérimentales ont atteint jusqu'à 410 m/s. Cependant, cette balistique s'est avérée trop violente pour le pistolet Colt modèle 1900, et les vitesses ont rapidement été abaissées en dessous de 370 m/s. Les chargements commerciaux ultérieurs ont varié considérablement en puissance. Par exemple, Hugh B.C. Pollard, écrivant dans Automatic Pistols en 1920, donne la balistique d'usine de Winchester pour une balle de 130 grains à 358 m/s (vitesse à la bouche) et 540 J d'énergie initiale ; pour les munitions Ely, les chiffres pour une balle de 128 grains étaient les suivants : 340 m/s et 466 J ; et pour Kynoch une balle de 130 grains avait une vitesse de 300 m/s. Les charges commerciales américaines ultérieures dans ce calibre avaient une balistique standard d'usine d'une balle de 130 grains à 320 m/s pour le canon de 110 mm du Colt 1903 Pocket Model.
Le United States Army Ordnance Corps étant favorable à un retour à une arme de poing de calibre .45 au moment de l'introduction des autos Colt en .38 ACP, le calibre n'a jamais gagné en popularité. Cependant, les ventes ont été faibles mais régulières jusqu'à l'introduction du plus puissant .38 Super, qui n'était rien d'autre que le .38 ACP chargé selon ses caractéristiques balistiques d'origine.
Les ventes de munitions .38 ACP ont connu un modeste pic pendant le boom des armes de surplus des années 1950, 1960 et 1970, car les cartouches étaient généralement utilisées dans les pistolets de surplus espagnols comme l'Astra 400 qui étaient chambrés pour le 9 × 23 mm Largo, même si le .38 ACP était semi-encadré et légèrement plus court que le 9 mm Largo sans encoche. Certains pistolets Astra 400 étaient estampillés "9M/M&38" sur le canon, ce qui indiquait que le canon était spécifiquement conçu pour être chambré à la fois en 9 mm Largo et en .38 ACP.
L'Europe finira par privilégier la cartouche 9 × 19 mm Parabellum. Cette cartouche est balistiquement similaire au .38 ACP mais utilise un étui plus petit et des pressions plus élevées.
Browning lui-même n'en avait pas fini avec les cartouches de 9 mm et a introduit le 9 mm Browning Long (en) en 1903 et le .380 ACP en 1908.

## .38 Super
Le .38 Super est introduit en 1929, en tant que chargement à plus haute pression du .38 ACP. Bien que le .38 ACP et le .38 Super soient de la même taille, il est dangereux d'utiliser les munitions .38 Super plus puissantes dans une arme à feu prévue pour le .38 ACP, car cela peut endommager l'arme. Par souci de sécurité, les fabricants américains de munitions chargeaient auparavant les munitions .38 Super exclusivement dans des étuis nickelés. Depuis 1974, les cartouches .38 Super portent le marquage +P (en) utilisé pour les charges à plus haute pression.

## Armes à feu chambrées en .38 ACP
Parmi les armes à feu notables équipées de cette cartouche, on peut citer :
- Colt M1900 (en)
- Colt M1902 (en)
- Colt Model 1903 Pocket Hammer
- Webley–Fosbery Automatic Revolver (en)
- Webley Automatic Pistol (en)
- Colt M1911 (marché civil)